# Antiprismă apeirogonală
În geometrie o antiprismă apeirogonală sau antiprismă infinită este limita aritmetică a familiei de antiprisme; poate fi considerat un poliedru infinit sau o pavare a planului.
Dacă fețele sunt triunghiuri echilaterale, este o pavare uniformă. În cazul general poate avea două seturi de triunghiuri isoscele congruente alternante, înconjurate de două semiplane.

## Pavări și poliedre înrudite
Antiprisma apeirogonală este limita aritmetică a familiei de antiprisme sr{2, p} sau p.3.3.3, deoarece p tinde la infinit, transformând astfel antiprisma într-o pavare euclidiană.

Antiprisma apeirogonală poate fi construită prin aplicarea unei operații de alternare unei prisme apeirogonale
Pavarea duală a unei antiprisme apeirogonale este un trapezoedru apeirogonal

Similar poliedrelor uniforme și pavărilor uniforme, pe baza pavărilor apeirogonale regulate pot fi create opt pavări uniforme. Formele rectificate și cantelate sunt dubluri și, deoarece de două ori infinitul este tot infinit, trunchierea și omnitrunchierea sunt, de asemenea, dubluri, reducând astfel numărul de forme unice la patru: pavarea apeirogonală, hosoedrul apeirogonal, prisma apeirogonală și antiprisma apeirogonală.
| (∞ 2 2)                 | Părinte              | Trunchiat            | Rectificat           | Bitrunchiat           | Birectificat (dual)    | Cantelat              | Omnitrunchiat (cantitrunchiat) | Snub                      |
| ----------------------- | -------------------- | -------------------- | -------------------- | --------------------- | ---------------------- | --------------------- | ------------------------------ | ------------------------- |
| Simbol Wythoff          | 2 \| ∞ 2             | 2 2 \| ∞             | 2 \| ∞ 2             | 2 ∞ \| 2              | ∞ \| 2 2               | ∞ 2 \| 2              | ∞ 2 2 \|                       | \| ∞ 2 2                  |
| Simbol Schläfli         | {∞,2}                | t{∞,2}               | r{∞,2}               | t{2,∞}                | {2,∞}                  | rr{∞,2}               | tr{∞,2}                        | sr{∞,2}                   |
| Diagramă Coxeter–Dynkin |                      |                      |                      |                       |                        |                       |                                |                           |
| Configurația vârfului   | ∞.∞                  | ∞.∞                  | ∞.∞                  | 4.4.∞                 | 2∞                     | 4.4.∞                 | 4.4.∞                          | 3.3.3.∞                   |
| Imagine pavare          |                      |                      |                      |                       |                        |                       |                                |                           |
| Numele pavării          | „Diedru” apeirogonal | „Diedru” apeirogonal | „Diedru” apeirogonal | „Prismă” apeirogonală | „Hosoedru” apeirogonal | „Prismă” apeirogonală | „Prismă” apeirogonală          | „Antiprismă” apeirogonală |

| Familia antiprismelor n-gonale uniforme | Familia antiprismelor n-gonale uniforme | Familia antiprismelor n-gonale uniforme | Familia antiprismelor n-gonale uniforme | Familia antiprismelor n-gonale uniforme | Familia antiprismelor n-gonale uniforme | Familia antiprismelor n-gonale uniforme | Familia antiprismelor n-gonale uniforme | Familia antiprismelor n-gonale uniforme | Familia antiprismelor n-gonale uniforme | Familia antiprismelor n-gonale uniforme | Familia antiprismelor n-gonale uniforme | Familia antiprismelor n-gonale uniforme | Familia antiprismelor n-gonale uniforme | Familia antiprismelor n-gonale uniforme |
| --------------------------------------- | --------------------------------------- | --------------------------------------- | --------------------------------------- | --------------------------------------- | --------------------------------------- | --------------------------------------- | --------------------------------------- | --------------------------------------- | --------------------------------------- | --------------------------------------- | --------------------------------------- | --------------------------------------- | --------------------------------------- | --------------------------------------- |
| Imagine poliedru                        |                                         |                                         |                                         |                                         |                                         |                                         |                                         |                                         |                                         |                                         |                                         | ...                                     | Antiprismă apeirogonală                 |                                         |
| Imagine pavare sferică                  |                                         |                                         |                                         |                                         |                                         |                                         |                                         |                                         |                                         |                                         |                                         | Imagine pavare plană                    |                                         |                                         |
| Configurația vârfului n.3.3.3           | 2.3.3.3                                 | 3.3.3.3                                 | 4.3.3.3                                 | 5.3.3.3                                 | 6.3.3.3                                 | 7.3.3.3                                 | 8.3.3.3                                 | 9.3.3.3                                 | 10.3.3.3                                | 11.3.3.3                                | 12.3.3.3                                | ...                                     | ∞.3.3.3                                 |                                         |